# Becherov
Becherov (hongrois : Biharó) est un village de Slovaquie situé dans la région de Prešov.

## Histoire
Première mention écrite du village en 1414.

## Démographie

### Évolution de la population
| Année:               | 1994. | 2004.   | 2014.   | 2024.   |
| -------------------- | ----- | ------- | ------- | ------- |
| Nombre de personnes: | 294   | 285     | 279     | 275     |
| Différence:          |       | -3,06 % | -2,10 % | -1,43 % |

| Année:               | 2023. | 2024.   |
| -------------------- | ----- | ------- |
| Nombre de personnes: | 276   | 275     |
| Différence:          |       | -0,36 % |